# Crockett & Jones
Crockett & Jones er en britisk producent af herresko, der blev etableret i 1879 af Charles Jones og Sir James Crockett i Northampton, England. De blev i stand til at starte virksomheden med en bevilling fra Thomas White Trust. De er specialiserede i at fremstillet fodtøj med Goodyear-ribkant, og bliver i øjeblikket ledet af grundlæggerens barnebarn Charles Jones. Crockett & Jones producerer både herre- og damesko med tre kollektioner til mænd (Hand Grade Collection, Main Collectionog Shell Cordovan Collection) og et begrænset udvalg af støvler og sko med lav hæl til kvinder.
I James Bond-filmen Skyfall fra 2012 bærer Daniel Craig sko fra Crockett & Jones i rollen som Bond.

## Historie
Northampton har traditionelt været kendt for adskillige skofabrikanter og dygtige skomagere, hvilket gjorde at man valgte at starte værkstedet op her i 1879. I begyndelse blev der udelukkende produceret herrestøvler. I 1890'erne begyndte den anden generation, Harry Crockett og Frank Jones, at modernisere virksomheden med mere avancerede maskiner, og særligt udstyr fremstillet af Charles Goodyear, der producerede sko hurtigere end ved manualt arbejde.
I 1897 udvidede Crockett og Jones firmaet og faciliteterne, ved at købe den bygning, som bruges i dag.
I 1910'erne begyndte Crockett & Jones at eksportere en stor del af deres produktion til Australien, Argentina, Sydafrika, USA og Fjernøsten, men Storbritannien fortsætte som virksomhedens primære marked.
I 1930'erne nåede produktionerne 15.000 par sko om ugen, under den tredje generation af grundlæggerne. Størstedelen var støvler og sko til kvinder. I 1940'erne fremstillede virksomheden over en million par officersstøvler til anden verdenskrig, og man indstillede den normale produktion i denne periode.
Produktionen i Perry Street i Northampton går tilbage til 1890'erne med udvidelser af hovedbygningen i 1910 og 1935.
I 1947 begyndte Charles Jones' barnebarn, Richard Jones, i firmaet og i 1977 blev han udpeget som direktør, og er stadig formand for bestyrelsen. Jonathan, Richards søn, blev ansat i familieforetagendet i 1977.
Jonathan Jones har udtalt at: Vi arbejder for fuld kraf ti øjeblikket og vores største problem er at styre efterspørgslen og finde nok dygtig arbejdskraft til at udføre det. Størstedelen af skoene bliver i dag eksporteret til hele verden, og bliver solgt for priser i omkring 2000 kr. og opefter.

## Butikker
I 2015 drev Crockett & Jones i alt 11 butikker rundt om i verden, hvor de forhandler virksomhedens sko. Dette inkluderer adskillige butikker i London, bl.a. i Jermyn Street, en i Birmingham, samt i Bruxelles i Belgien, New York i USA og to i Paris, Frankrig. I butikkerne sælges færdiglavede sko til både herre og damer, støvler og tilbehør. Udover konfektionsskoene bliver der også lavet fuldt skræddersyede sko. Priserne starter ved omkring 30.000 kr.

## Hæder
Crockett & Jones modtog Diploma D’Onoro for deres design i 1911.